# Citrus × limonia
Citrus × limonia, limela, limón de Paraguay, limón Barroso o limón mandarina, es un híbrido entre la mandarina (Citrus reticulata), cidra (Citrus medica) y una pequeña parte del genoma de Micrantha (Citrus micrantha). Es un fruto de los citrus, con muy ácido sabor y cáscara y pulpa anaranjadas.

## Nombre común
- Limón paraguayo, conocido así lima mandarina, lima rangpur, limón cravo, mandarina ácida (San Isidro del General, Pérez Zeledón, Costa Rica principalmente), limela, limón mandarino.[3]
- En Colombia, es conocido como limón mandarino, limón misionero o limón paraguayo.[4]

- Los nombres comunes para esta fruta incluyen rangpur, la palabra posiblemente se originó en el Idioma bengalí ya que la división de Rangpur es una división de Bangladés. Rangpur también se conoce en el Subcontinente indio como Sylhet lime, surkh nimboo y sharbati.[5]

## Historia
El nombre lima en conexión con esta fruta es frecuentemente mal aplicado por la similitud entre el Rangpur y las limas verdaderas. Sin embargo, los Rangpurs no son limas, ni limones, ni cidras, tampoco son mandarinas; son altamente ácidos y pueden usarse como un sustituto de limas comerciales.
Su origen posiblemente sea de la India y Bangladés. Fue introducido a EE. UU a fines del siglo XIX por "Reasoner Brothers de Oneco", obteniendo semilla del noroeste de la India.
Se lo usa como un árbol ornamental, o planta de maceta, y fuera de EE. UU. principalmente como pie de injerto. Es un cítrico común en jardines y casas de campo de Brasil (principalmente en las regiones Centro-Oeste, Sudeste y Sur) y de Costa Rica. En este último país es comercialmente preferido sobre el limón y la lima.
El Rangpur es espinoso, alcanza entre 5 y 6 m de altura. Las hojas son de color verde intenso y aromáticas. Las flores son pequeñas, fragantes y melíferas. De fruto pequeño a mediano, redondo a variable globosa achatado, de 3-4 cm de diámetro, piel delgada y brillante, de color verde, a amarillento y rojizo anaranjado; fina, moderadamente con pintas, liso a ligeramente rugoso; sabor fuertemente ácido y refrescante; a veces con un collar pielado. Segmentos 8-10, adherentes; eje grande, ahuecado a la madurez. Carne anaranjada; jugosa y rica en vitamina C. Abundantes semillas, pequeñas, altamente poliembriónicas, y ligeros cotiledones verdes. La fruta cuelga en el árbol por un largo periodo.El Rangpur se caracteriza por su resistencia a la sequía y su alta productividad. 
En 2006, Diageo, Plc, introdujo una versión de gin: Tanqueray con sabor a rangpur, conocido simplemente como Tanqueray Rangpur.[cita requerida]